# Asaa
Asaa, eller Aså, är en tätort i Brønderslev kommun på Jylland i Danmark. Fram till 1970-talet tillhörde Asaa Dronninglunds kommun. Orten ligger vid Asåns mynning på den mycket långgrunda kattegattkusten mitt emellan Lyngså och Hou. 
Byn Asaa nämns i skrift första gången 1531. 
Godsägaren William Halling på Dronninglunds slott påbörjade någon gång mellan 1776 och 1796 utskeppning av trä till Aalborg, där han också hade en stor gård. Lastfartyg från Norden och England ankrade upp utanför Asaa, där småbåtar förde varor mellan kusten och fartygen. Åren 1877-1878 anlades en 480 meter lång utfyllnad ut till en anläggningspir på djupare vatten, där skeppen kunde lägga till.

## Asaa Havn[1]
Så småningom blev piren mindre användbar genom tillsandning, varför skeppsnäringen sökte sig till andra platser. År 1905 fick hamnen hjälp med skuldsanering efter ingripande av den lokale folketingsmannen Vilhelm Lassen, som hade blivit finansminister. År 1908 blev invigdes en fiskehamn på sydsidan av piren, och fiske blev därefter Asaas viktigaste näring. Under 1940-talet blev makrillfisket omfattande, och det fanns då 50 fiskebåtar hemmahörande i Asaa. 
I hamnen finns sedan 2017 skulpturen Mod hjemve av Palle Mörk. Eriksens  ättlingar har gjort sig kända för att driva långtgående krav på copyrightersättning för konstnärens verk (en copyright som löper ut den 1 januari 2030).

## Asaabanan
Fjerritslev-Frederikshavn Jernbane på sträckan Nørresundby-Frederikshavn fick 1914 en 5,4 kilometer lång bibana från Ørsø nordost om Dronninglund till Asaa. 
Asaa station hade fyra parallella spår. Som slutstation hade den ett lokomotivstall med ett spår. År 1948 fick stationen en vändskiva; till dess hade man klarat sig genom att bygga om två lokomotiv, så att de körde lika bra framåt som bakåt. Stationsbyggnaden, som hade ritats av Heinrich Wenck, låg på tvärs mot spåren.

## Bildgalleri

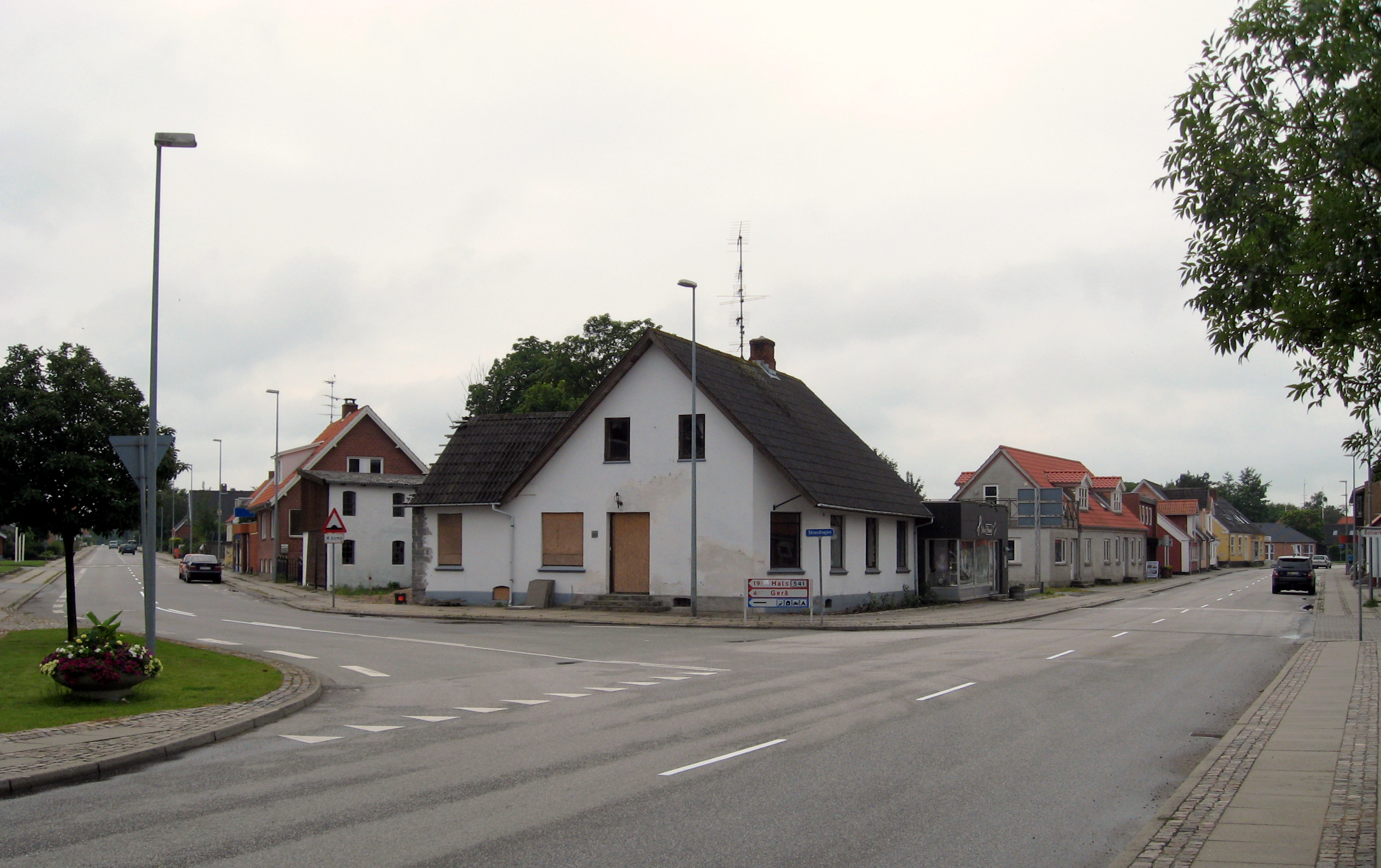
Strandvejen
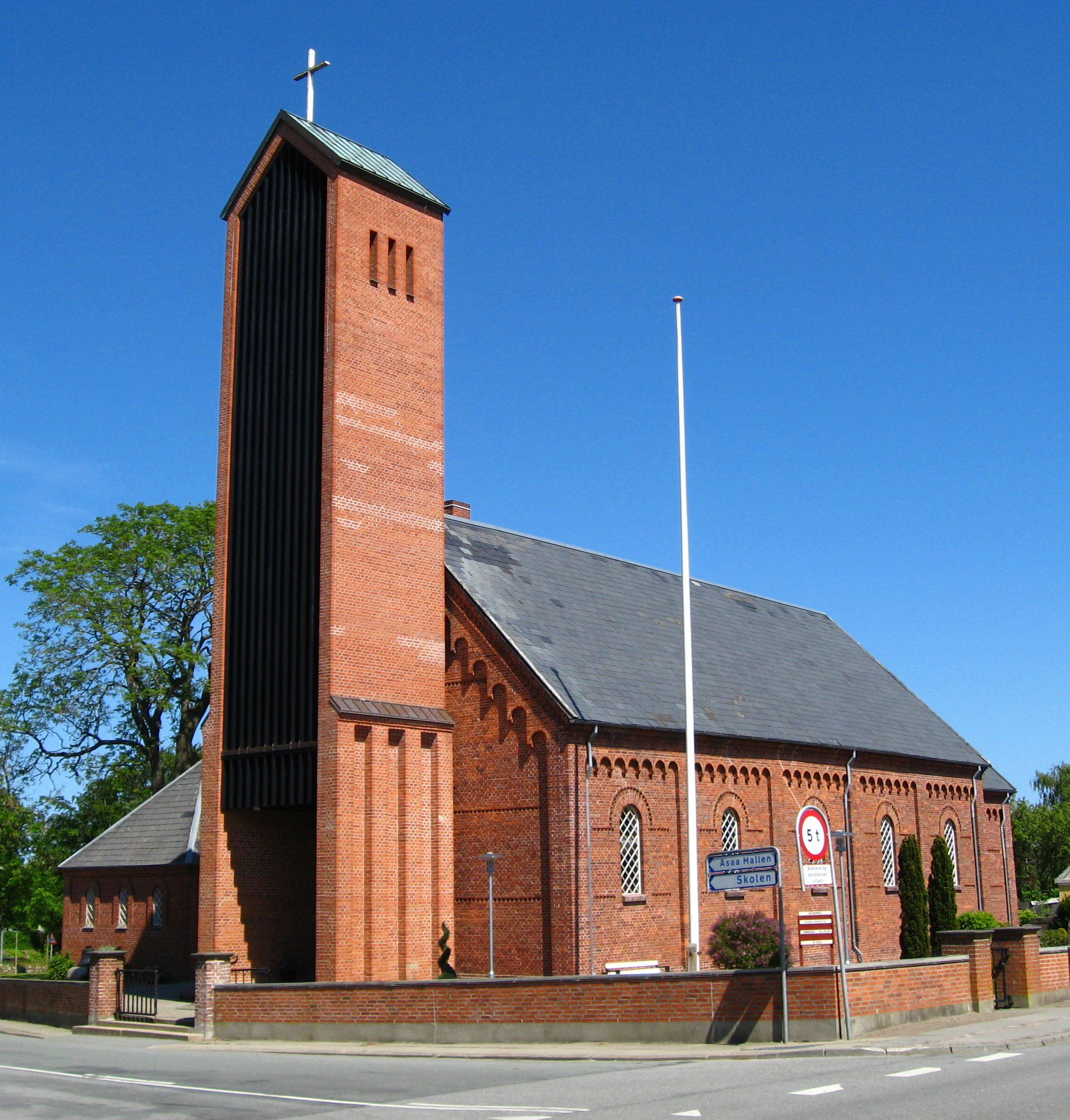
Asaa Kirke från 1887 av Frits Uldall
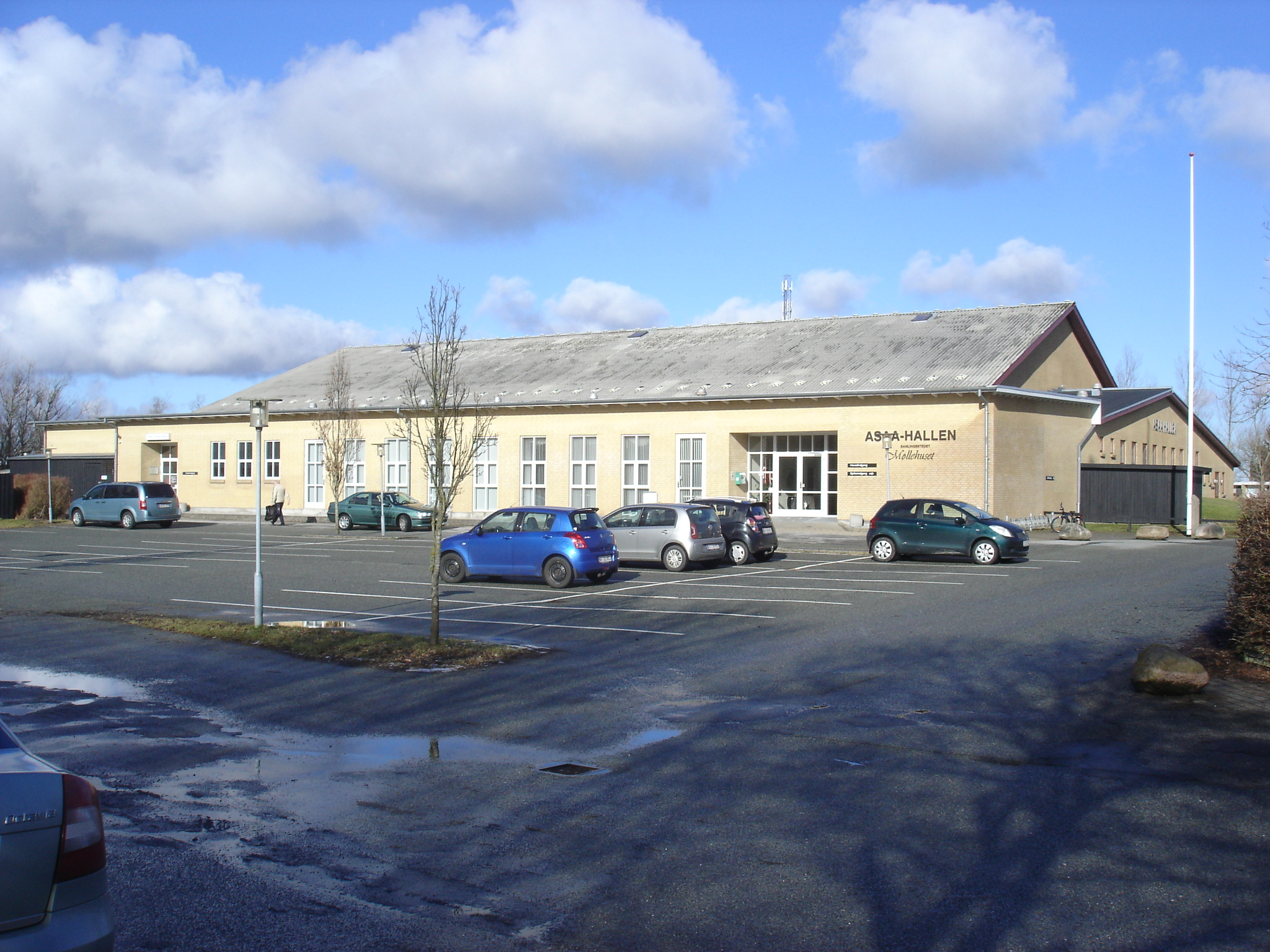
Asaa-Hallen
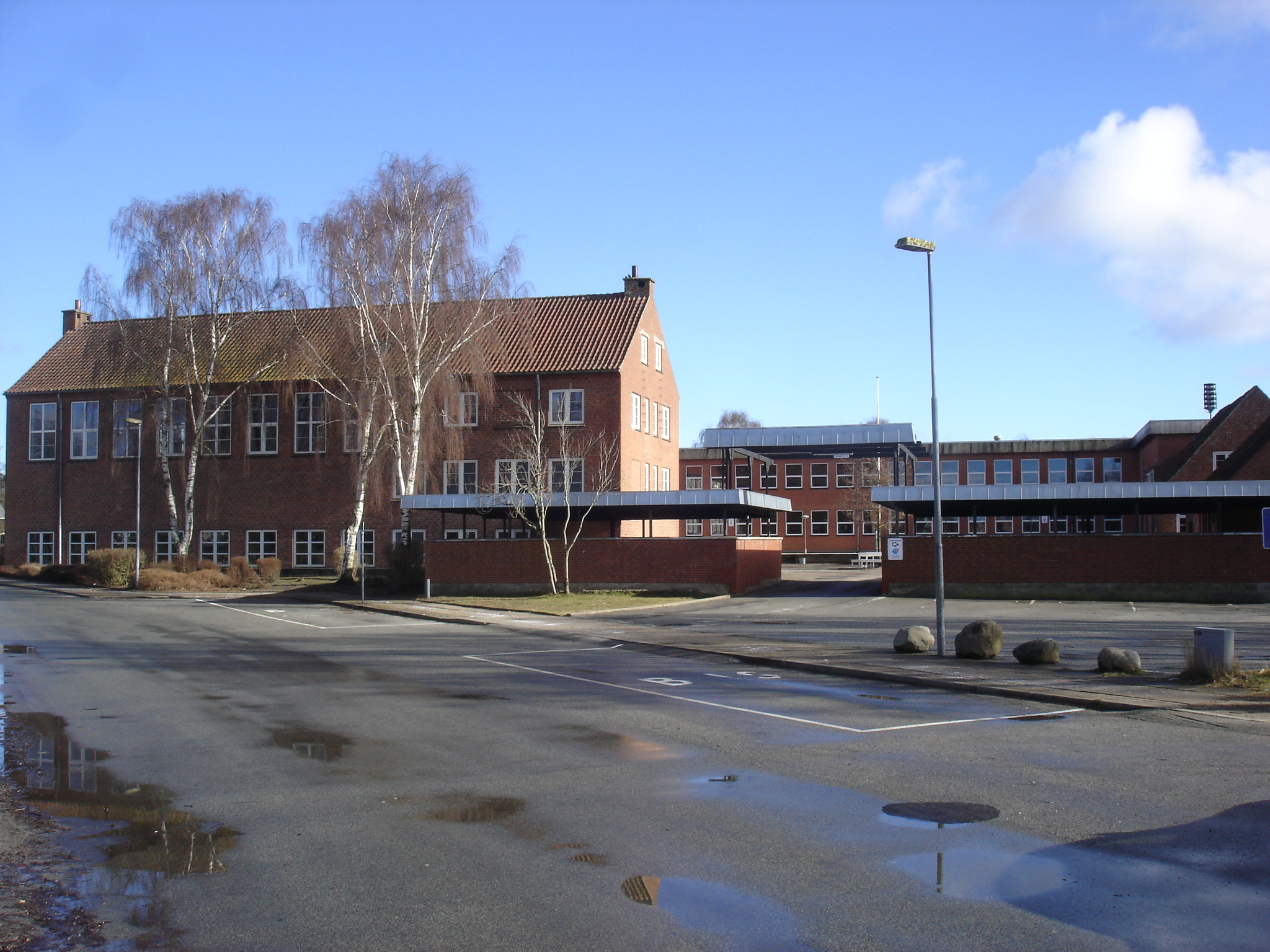
Asaa Skole
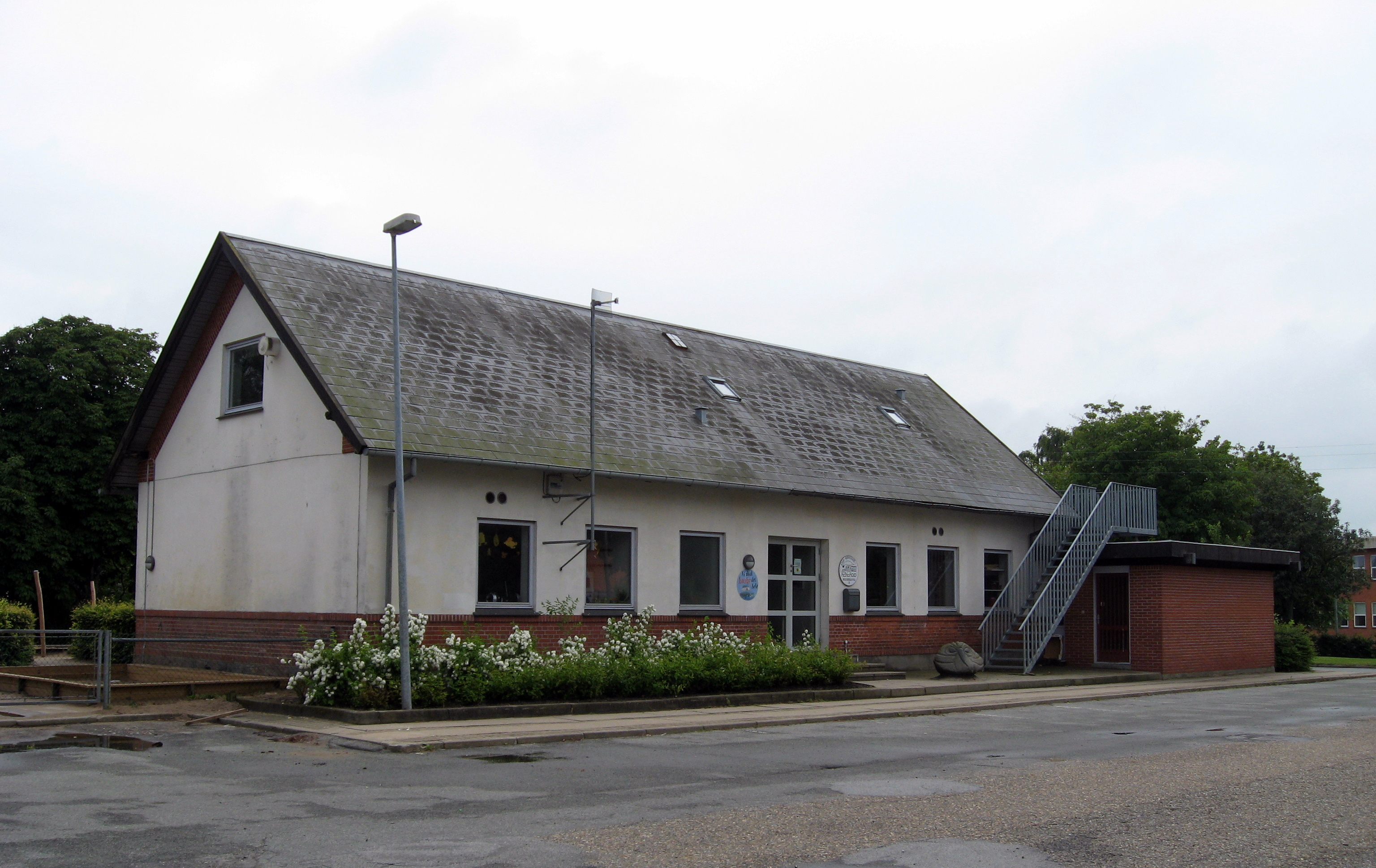
Järnvägsstationen
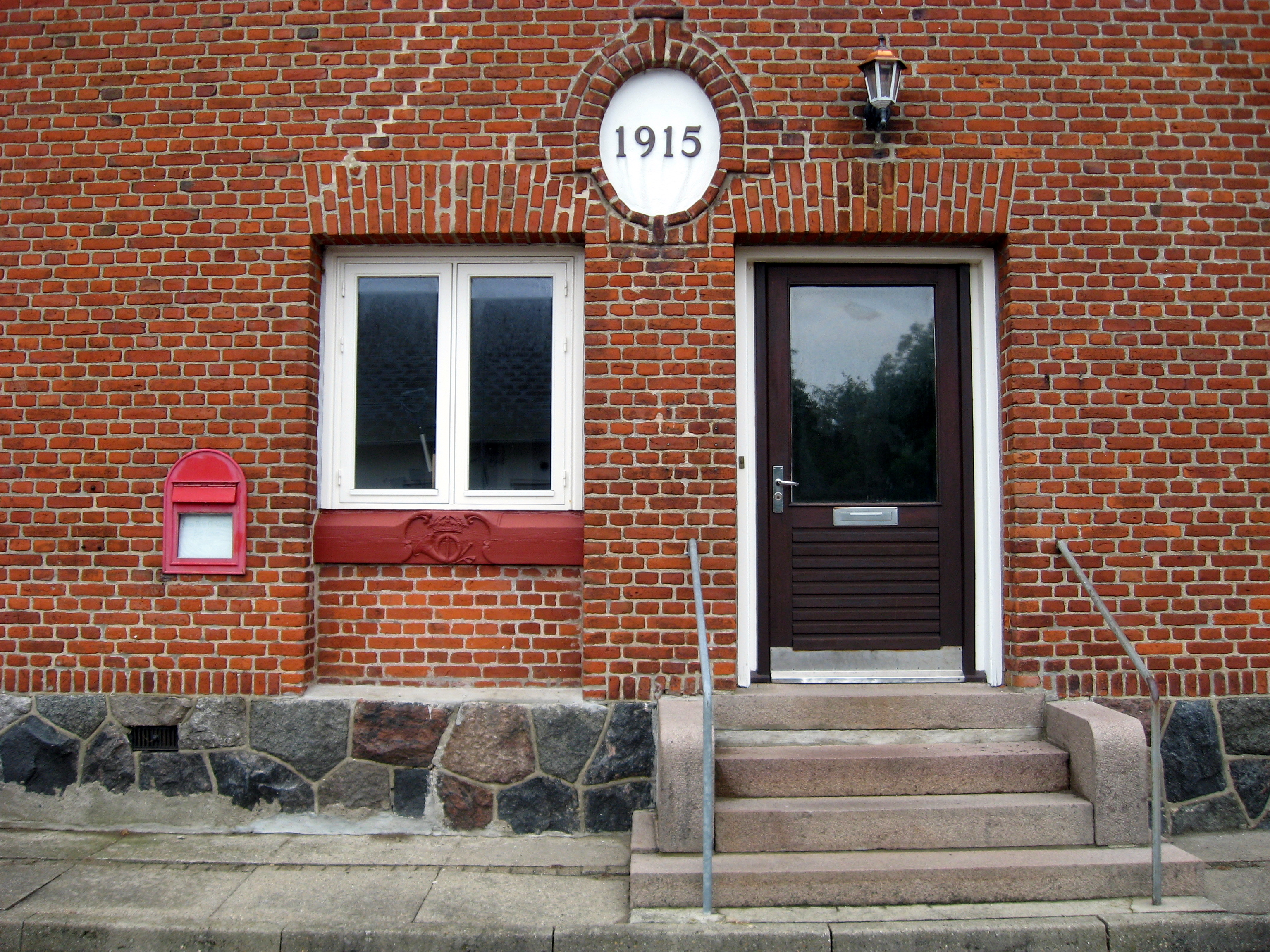
Den tidigare entrén till posten
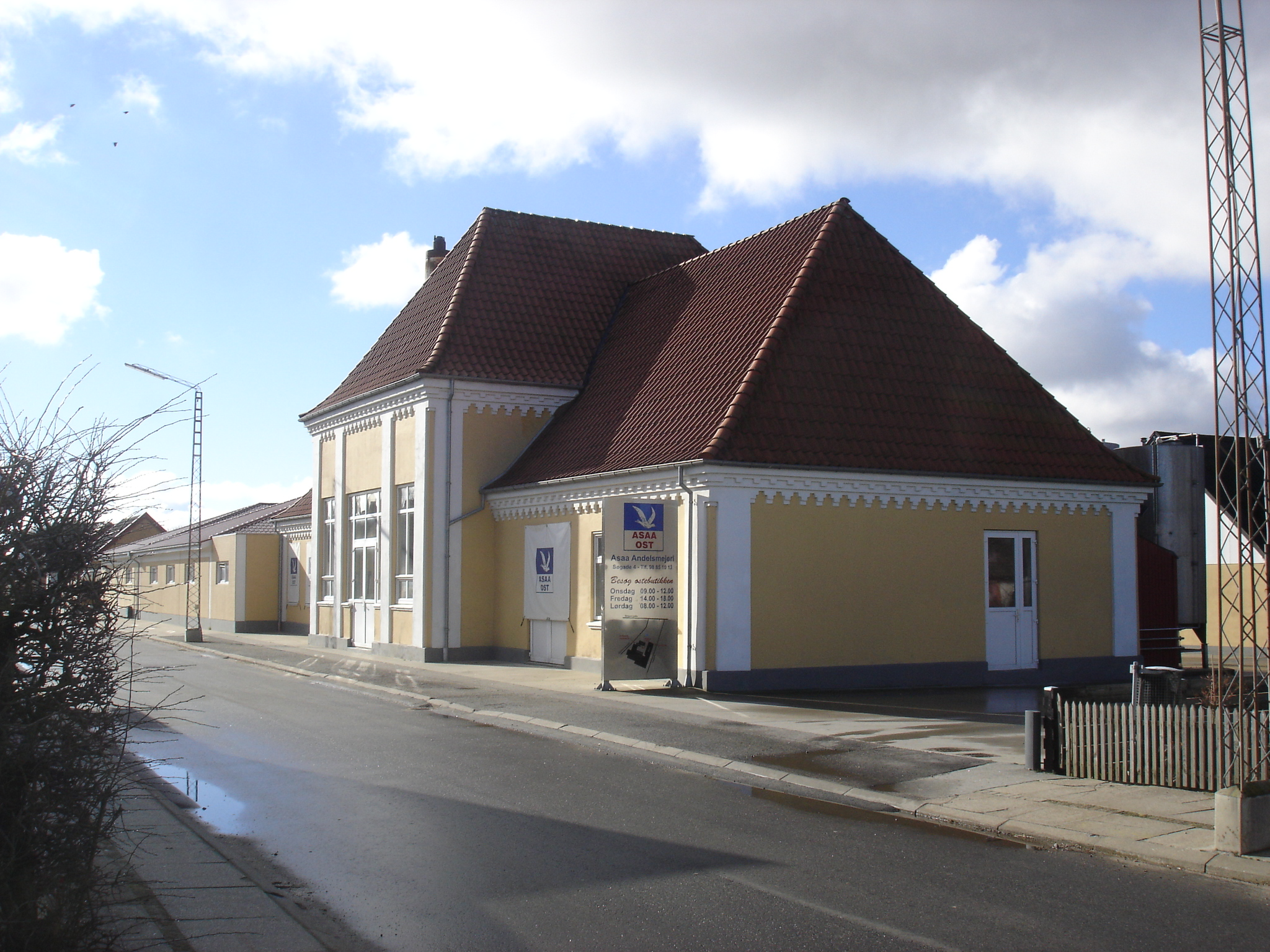
Asaa Mejeri
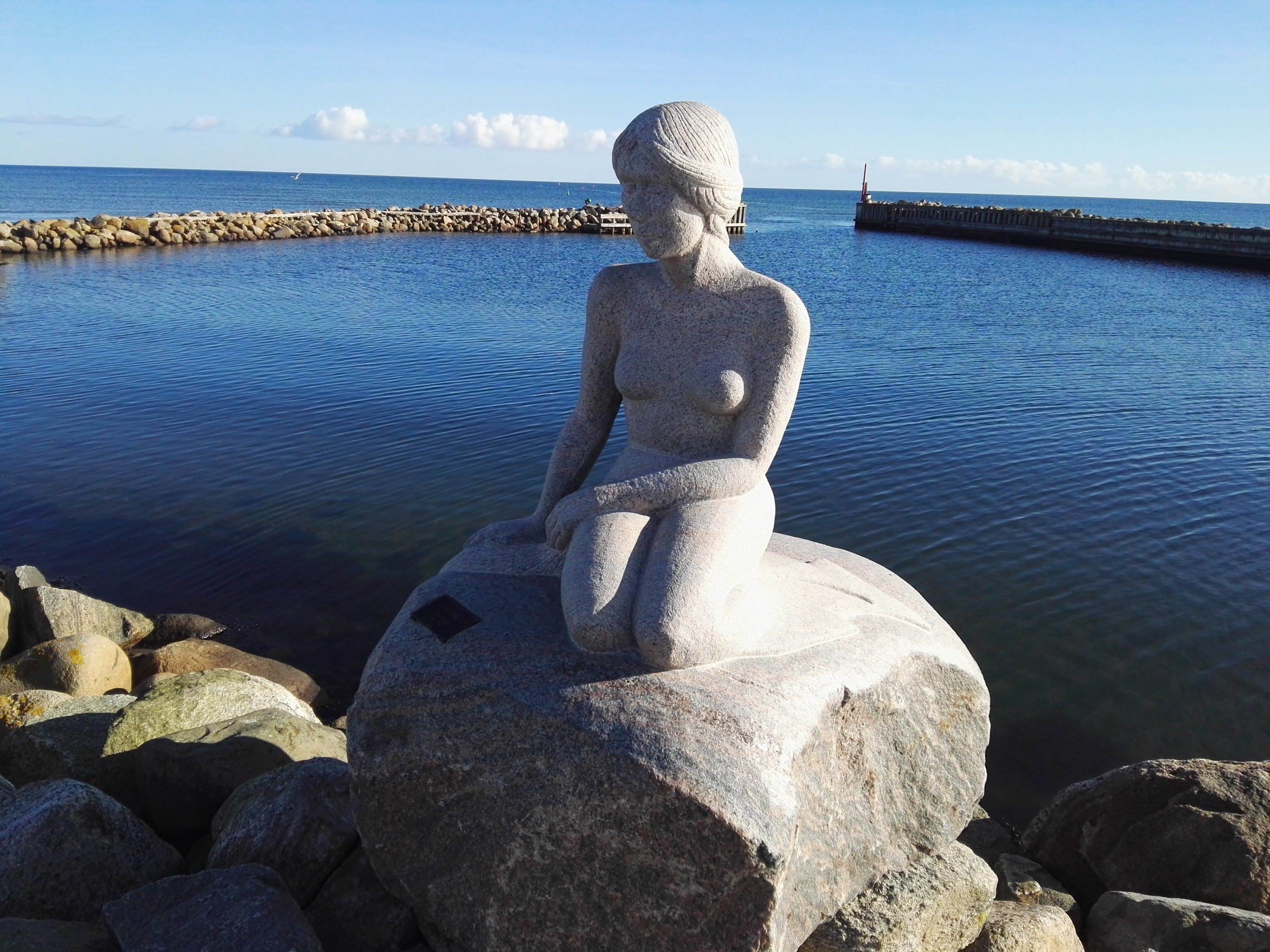
Asaa hamn med Mod hjemve av Palle Mörk